# Ildefonso García del Corral
Ildefonso L. García del Corral (Jerez de la Frontera, 1848 - Barcelona, 1919) fue un abogado, jurisconsulto, traductor y escritor español.

## Biografía
Estudió la carrera de Derecho y Filosofía en Sevilla para más tarde mudarse a Madrid. Contrajo matrimonio con María de Alcalá y Villanueva en 1876.
En 1879 se traslada a Barcelona, colaborando con la Gaceta de Cataluña y La Publicidad. Se vincula, en 1906, a Solidaridad Catalana, y más tarde a la Unión Federal Nacionalista Republicana (UFNR). Fue una de los dirigentes de reformismo barcelonés. Tradujo al castellano, en seis volúmenes, el Corpus Iuris Civilis, trabajo que se desarrolló entre 1889 y 1898.